# Der weiße Wolf (Käthe Recheis)
Der weiße Wolf ist ein Jugendbuch der österreichischen Autorin Käthe Recheis aus dem Jahr 1982. Es wurde 1983 mit dem Jugendbuchpreis der Stadt Wien und 1983/84 mit dem Österreichischen Kinder- und Jugendbuchpreis ausgezeichnet. 1985 kam es auf die Liste Vlag en Wimpel des niederländischen Literaturpreises für Kinder- und Jugendliteratur Gouden Griffel.

Die Expertin für Kinder- und Jugendliteratur Heidi Lexe bezeichnet den Roman als einen deutschsprachigen „Klassiker des phantastischen Romans“. Kerstin Gittinger schreibt im Katalog der Ausstellung Unter Wölfen. Käthe Recheis – Literatur und Politik:
Die Felswelten des Bryce-Canyons im Südwesten der USA, die Recheis 1977 bereiste, regten die Autorin bei der Gestaltung ihres Romans an. In der Bedrohung der Wälder der „Dunklen Leute“ (der Dinadan) durch die Söhne Gonds aus Aran spiegelt sich das Schicksal der amerikanischen Ureinwohner wider. Eigene Erfahrungen mit dem NS-Regime verarbeitet die Autorin in der Beschreibung der Rassenideologie und der Gewaltherrschaft des Großen Gonds. Durch den Verzicht auf konkrete zeitgeschichtliche Bezüge ist die Handlung auf jedes totalitäre Regime umlegbar. Dass Der weiße Wolf formal als phantastischer Roman entwickelt wurde, ist als bewusste Entscheidung der Autorin gegen den Zeitgeist zu verstehen.
In einem Interview von 1997 ging Recheis näher auf diesen Punkt ein:
Als in den siebziger Jahren Phantasie als Flucht aus der Wirklichkeit verpönt wurde, entstand in mir der Wunsch, eine phantastische Geschichte sozusagen als Gegenbeweis zu schreiben. (...) Ich war auch überzeugt, man könne sich in einer phantastischen Geschichte mit Zeitproblemen auseinandersetzen und zwar allgemeingültig.

## Inhalt
Thomas entdeckt bei einem Spaziergang einen weißen Wolf, der im Wald verschwindet. Fasziniert folgt er ihm – und findet sich in einer anderen Wirklichkeit wieder. Dort leben zwei sich feindlich gewordene Völker: Das Volk der Dinadan und die Leute aus Aran.
Vor vielen Jahren ergriff der Große Gond die Macht in Aran und beschloss, sich das Nachbarland zu unterwerfen. Er beruft sich auf Weisungen eines Meisters aus der Welt Jenseits, aus der auch Thomas stammt. Kritiker lässt er in den Dunklen Kammern des Todes verschwinden, seine Herrschaft baut auf Spitzelei und Abschreckung.
Thomas wird von dem Mädchen Onari erwartet, das ihn mit einem Uralten Spruch gerufen hat. Drei Kinder aus drei Völkern, so eine alte Prophezeiung, können in großer Not das Schicksal wenden. Als Dritter schließt sich ihnen der Kindsoldat Eldar an, der aus seiner Einheit der sogenannten Söhne Gonds desertierte. 
Die drei Kinder überqueren den Verbotenen Fluss, um das Land der Strahlenden Felsen zu suchen. Dazu müssen sie durch das Gebiet des Schwarzen Königs. Vor ihm flüchteten vor langer Zeit die Dinadan. Nach der von Onari erzählten Schöpfungsgeschichte wurde der Schwarze König einst zu den Dinadan und den Aranern gesendet, um ihnen das Licht zu bringen, doch er behielt es für sich. In ihm starb jedes Gefühl, und auch seine Umgebung begann zu verwelken und zu veröden. Der Vater der Sterne sendete einen zweiten Boten, der den beiden Völkern das Licht überbrachte. Während die Dinadan ihn in Form des Weißen Wolfs weiter verehrten, rottete der Große Gond den Glauben an den bei den Aranern als Lissien-Aroi bekannten Boten aus.
Auf dem Weg werden die drei Kinder von Grauen Reitern gefangen genommen und in die Halle des Schwarzen Königs gebracht, die am Grund einer tiefen Schlucht erbaut wurde. Beinahe entzieht der Herrscher auch Onari ihr Gefühle und Erinnerungen, doch Thomas und Eldar können dies verhindern. So schickt sie der Schwarze König tiefer hinein in sein Reich. Onari hat die Empfindung, er würde etwas von ihr erwarten. Als es zu einer weiteren Begegnung der beiden kommt, vermittelt ihm die junge Dinadan die Liebe zu ihren Eltern und zahlreiche positive Gefühle und Erinnerungen. Der Schwarze König beginnt zu weinen, bereut sein Tun und kehrt zum Vater der Sterne zurück. Das Land beginnt neu zu erwachen.
Die Kinder erreichen das Land der Strahlenden Felsen. Jedes von ihnen hat je nach Hintergrund einen Traum vom Weißen Wolf oder von Lissien Aroi. Eldar und Onari bekommen von ihm den Auftrag, nach Aran zu gehen und die Herrschaft des Großen Gond zu beenden. Auf ihrem Weg schließen sich die beiden Narni Pai und Tli sowie der Wassergeist Wirligig an, mit denen sich die drei Kinder im Verbotenen Land angefreundet haben.
Auf dem Weg nach Aran wird Thomas von einer Gruppe der Söhne Gonds entdeckt und in die Hauptstadt gebracht. Der Große Gond empfängt ihn als Abgesandten des Meisters und kann ihn fast von seinem Tun überzeugen. Heimlich will der Herrscher ihn jedoch vom Hauptmann der Burgwache töten lassen, da er ihn als Bedrohung ansieht. Doch der Soldat kann den Auftrag nicht durchführen. Gemeinsam stellen sie den Großen Gond zur Rede und entdecken die Quelle seiner Macht: Mit dem den Aranern unbekannten Feuerwerk inszeniert er die angeblichen Botschaften des Meisters, auf denen seine Macht beruht.
Die kurz nach Thomas in Gondarit eintreffenden Onari und Eldar begegnen einer Widerstandsgruppe. Diese plant einen Aufstand. Zeitgleich mit den Ereignissen um Thomas überzeugen sie die Bewohner Gondarits, die Burg zu stürmen. Der Große Gond und seine verbliebenen Getreuen flüchten in das Verbotene Land, wo sie in der Schlucht des Schwarzen Königs ums Leben kommen.
Thomas bleibt noch eine Weile bei seinen neuen Freunden, erlebt den Rückzug der Dinadan in ihre frühere Heimat. Eines Tages vernimmt er den Ruf seiner Eltern und folgt diesem zurück in die Welt Jenseits.

## Ausgaben
Der weiße Wolf wurde von Stuart Matthews illustriert und erschien 1982 im Herder-Verlag. Die 13., neu gestaltete Auflage des Buches ist 2003 bei Kerle bei Herder, die Taschenbuchausgaben sind bei dtv junior erschienen. 2017 erschien der Roman als Hörbuch im Rubikon Audioverlag, gelesen von Mark Bremer.
- Der weiße Wolf. 13. Aufl. Kerle bei Herder, Freiburg/Wien 2003, ISBN 3-451-70541-9
- Der weiße Wolf. 7. Aufl. dtv junior, München 1995, ISBN 3-423-70298-2

Das Buch wurde auch in verschiedene Sprachen übersetzt:
- Niederländisch: De Witte Wolf. Übersetzt von Johan van Nieuwenhuizen. Lemniscaat, Rotterdam 1984, ISBN 9060695593
- Spanisch: El lobo blanco. Übersetzt von Manuel Olasagasti. Madrid 1984, ISBN 8434814862
- Dänisch: Den Store Gonds sønner. Übersetzt von Lene Gulløv. Munksgaard 1987, ISBN 8716066871
- Tschechisch: Bílý vlk. Übersetzt von Anna Štorkánová. Mit Illustrationen von Markéta Laštuvková. Líbeznice 2007, ISBN 9788072224623